# 弗雷克索巴士
弗雷克索巴士（法語：Flexobus）是法国格勒诺布尔公交辅助线路的商业名称，创立于2012年。
“弗雷克索”在法语中即“灵活”的变体，言下之意为辅助线的巴士线路。
截至2018年9月，弗雷克索巴士共包括26条线路，主要覆盖格勒诺布尔都市圈内人口较少的地区。

## 各条线路及站点
| Tag 弗雷克索巴士线路一览表 | |
| 编号 | 线路及沿途站点 |
| 40 | - 格勒诺布尔 - 火车站 ↔ - 格勒诺布尔 - 维克多•雨果 ↔ 缆车 ↓ ↔ 贝吕勒广场 ↓ ↔ 西迈斯广场 ↓ ↔ 莫里斯•吉鲁 ↔ 多菲内博物馆 ↔ 韦雷 ↔ - 格勒诺布尔 - 勒拉波 |
| 41 | - 拉特龙什 - 大萨布隆 ↔ 韦科尔 ↔ 杜瓦扬•戈斯 ↔ 帕斯卡 ↔ 下拉卡龙讷里 ↔ 花原 ↔ 莱雷谢尔 ↔ 雪松 ↔ 科朗克市政府 ↔ 市政府-孔达米讷 ↔ 夏勒•帕容 ↔ 纪念碑 ↔ 金角 ↔ 科朗克村 ↔ 神意 ↔ 罗沙松 ↔ - 科朗克 - 拉加雷讷 |
| 42 | - 拉特龙什 - 大萨布隆 ↔ 韦科尔 ↔ 杜瓦扬•戈斯 ↔ 帕斯卡 ↔ 下拉卡龙讷里 ↔ 花原 ↔ 莱雷谢尔 ↔ 尚罗沙 ↔ 路易斯安娜广场 ↔ 里翁内勒•特赖 ↔ 勒维雷-萨耶特 ↔ 绍姆捷尔 ↔ 圣让博斯科 ↔ 格雷西沃当高级中学-贝谢 ↔ 莱梅里耶 ↔ 上梅兰 ↔ 尚普拉尔 ↔ 拉莫十字架 ↔ 西班十字架 ↔ 布泰坝 ↔ 卡特朗牧场 ↔ 蒙利韦 ↔ 圣维克多 ↔ 拉特雷伊 ↔ 老市政府 ↔ 贝里维耶尔 ↔ 圣米里 ↔ 拉雅列尔 ↔ - 梅朗 - 拉代图尔布 |
| 43 | - 耶尔 - 勒沙芒迪耶 ↔ - 耶尔 - 大学火车站 ↔ 埃德尔威斯 ↔ 韦农桥 ↔ 拉福里 ↔ 梣园 ↔ 拉瑟拉列尔 ↔ 城市 ↔ 韦农市政府 ↔ 橡园 ↔ 凉沟 ↔ 勒佩鲁 ↔ 下佩鲁 ↔ 勒雷内 ↔ 井 ↔ - 韦农 - 勒沙蓬 |
| 44 | （勒韦尔奈方向） - 勒居阿 - 莱赛扬 ↔ 勒居阿市政府 ↔ 莱罗塞 ↔ 圣巴尔泰莱米 ↔ 拉皮耶尔 ↔ 卡苏莱 ↔ 巴扬讷 ↔ 米里贝勒 ↔ - 米里贝勒朗沙特尔-勒韦尔奈 |
| 44 | （沙托贝尔纳方向） - 勒居阿 - 莱赛扬 ↔ 勒居阿市政府 ↔ 莱罗塞 ↔ 圣巴尔泰莱米 ↔ 拉沙里耶尔 ↔ 莱福尔 ↔ - 勒居阿 - 普雷朗弗雷教堂 ↔ 拉尔泽列 ↔ - 沙托贝尔纳-阿尔泽列岭 |
| 45 | - 瓦尔斯阿列尔和里塞-教育园区 ↔ 拉基罗迪耶尔 ↔ - 瓦尔斯阿列尔和里塞 - 欧洲大转盘 ↔ 洛里耶勒 ↔ 圣母德拉沙勒 ↔ 贝尔利奥涅尔 ↔ 巴尔扎克 ↔ 罗扎捷尔 ↔ 丰塔尼厄 ↔ 马利索勒 ↔ 大橡树 ↔ 难民 ↔ 牺牲路 ↔ 雷米尔学校 ↔ 平原 ↔ 雅各宾 ↔ 小布里永 ↔ 加尔尼小山 ↔ 谷仓巷 ↔ 斯佩尔工业区 ↔ 里瓦勒塔 ↔ 勒马塞居 ↔ - 维夫 - 拉瓦洛讷                                                              |
| 46 | - 瓦尔斯阿列尔和里塞-教育园区 ↔ 拉基罗迪耶尔 ↔ - 瓦尔斯阿列尔和里塞 - 欧洲大转盘 ↔ 洛里耶勒 ↔ 法桐 ↔ 苹果园 ↔ 尚博尔 ↔ 勒曼热 ↔ 勒普拉 ↔ 摇摆 ↔ 拉加尔德 ↔ 十字架 ↔ - 圣保罗德瓦尔斯 - 广场 |
| 47 | - 克莱-蓬皮杜 ↔ - 克莱 - 红桥 ↔ 采石场 ↔ 圣米歇尔 ↔ 莱博什 ↔ 阁楼 ↔ 里塞 ↔ 美线 ↔ 拉巴提 ↔ 橡园 ↔ 大田 ↔ 莱埃格朗捷 ↔ 克莱市政府 ↔ 布洛德罗姆学校 ↔ 玫瑰 ↔ 莱庞普尔 ↔ 木桩 ↔ 美景 ↔ 拉尚特赖 ↔ - 克莱 - 阿列尔谷 |
| 48 | - 克莱 - 红桥 ↔ 蓬皮杜 ↔ 拉泰勒底 ↔ 记忆 ↔ 拉巴勒梅特 ↔ 勒科托 ↔ 公墓 ↔ 穆什罗特 ↔ 莱佩鲁斯 ↔ 莱法雅尔 ↔ 克莱市政府 ↔ 邮局 ↔ 菲龙涅尔 ↔ 罗兰十字架 ↔ 马利韦尔 ↔ 修道院小巷 ↔ - 克莱 - 科塞 |
| 49 | - 塞西内帕里塞 - 公墓 ↔ 佩尔瑟瓦列尔 ↔ 瓦窑 ↔ 棱镜 ↔ 马克•桑格涅 ↔ 拉博姆 ↔ 勒布尔内 ↔ 莱绍米耶尔村 ↔ 莱纳雷特 ↔ 新牧场 ↔ 拉尔古 ↔ 村口广场 ↔ 勒普里乌 ↔ 议会 ↔ 月亮路 ↔ 山岭 ↓ ↔ 勒瑟利耶 ↔ - 塞桑 - 多菲内诊疗中心 |
| 50 | - 枫丹-拉波亚 ↔ 莱皮 ↔ 花牧场 ↔ 特雷佛里讷 ↔ 自由广场 ↔ 萨桑纳日城堡 ↔ 白枫丹 ↔ 橡树 ↔ 公园 ↔ 妇卯 ↔ 莫拉尔-皮雄 ↔ 旧碉楼 ↔ 博勒瓦尔 ↔ - 萨桑纳日-山岭 |
| 51 | - 圣埃格雷夫-火车站 ↔ 莱邦奈 ↔ 卡尔本 ↔ CAP 38 ↔ 圣马力诺-水坝 ↔ 普拉帕里-玫瑰 ↔ 绍讷 ↔ 圣让 ↔ 摇摆 ↔ 莫帕路 ↔ 村口 ↔ 比什公园 ↔ 拉屈什 ↔ 领带岛 ↔ 佩里耶尔 ↔ 莱埃沙列尔 ↔ - 沃雷沃鲁瓦兹-河岸 ↔ 教堂 ↔ 沃雷沃鲁瓦兹市政府 ↔ 勒贝里勒 ↔ 小沙托拉尔 ↔ 栗子树 ↔ 公园小巷 ↔ - 沃雷沃鲁瓦兹-沙托拉尔                                                                                   |
| 54 | - 格勒诺布尔-半岛 ↔ 殉难-抵抗 ↔ 沙穆绍德 ↔ 马拉迪耶尔 ↔ 弗朗索瓦•普吕梅 ↔ 综合体育 ↔ 洛瓦利 ↔ 勒居阿 ↔ 萨桑纳日城堡 ↔ 拉罗朗迪耶尔 ↔ 机械制造 ↔ 普拉帕里工厂 ↔ CAP 38 ↔ 卡尔本 ↔ 莱邦奈 ↔ 圣埃格雷夫火车站 ↔ 旺斯欧洲公园 ↔ - 圣埃格雷夫-旺斯桥 |
| 55 | - 圣马丁勒维努-沙尔特勒斯初级中学 ↔ - 圣马丁勒维努-市政厅 ↔ 孔纳尔•基扬 ↔ 抵抗 ↔ 1944年8月16日 ↔ 圣马丁岭 ↔ 热拉尔•格鲁耶勒岭 ↔ 卡内 ↔ 莱尔米塔日 ↔ 纳博讷 ↔ 拉邦沙迪耶尔 ↔ 卯枪 ↔ 拉比瑟拉提耶尔 ↔ 加提内 ↔ 里派耶尔 ↔ - 圣马丁勒维努-科莱芒谢尔岭 |
| 56 | - 圣马丁勒维努-沙尔特勒斯初级中学 ↔ 市政厅 ↔ 孔纳尔•基扬 ↔ - 格勒诺布尔-卡萨莫尔村 ↔ 抵抗 ↔ 1944年8月16日 ↔ 村口广场 ↔ 莱福韦特 ↔ 休憩台 ↔ 大弯 ↔ 美景宾馆 ↔ 勒贡马 ↔ 卡谢小丘 ↔ 拉沙勒 ↔ 勒韦提耶尔 ↔ - 圣马丁勒维努-科莱芒谢尔岭 |
| 60 | - 圣埃格雷夫-米雷 ↔ 菲昂赛小道 ↔ 巴尔纳夫初级中学 ↔ 绿道 ↔ 尚皮 ↔ 美景 ↔ 加尔西涅尔 ↔ 勒莫拉尔 ↔ 拉希艾斯 ↔ 普罗韦西厄村 ↔ 勒居阿桥 ↔ 萨沃亚迪耶尔 ↔ 下波马雷 ↔ 波马雷 ↔ 下普朗费 ↔ 普朗费-孔巴雷尔 ↔ - 普罗韦西厄-上普朗费 |
| 61 | - 圣埃格雷夫-米雷 ↔ 菲昂赛小道 ↔ 巴尔纳夫初级中学 ↔ 绿道 ↔ 尚皮 ↔ 高上 ↔ 下屈艾 ↔ 圣埃格雷夫公路 ↔ 勒巴尔贝 ↔ 下佩特塞 ↔ 屈艾广场 ↔ 学校 ↔ 城堡 ↔ 阿埃雷中心 ↔ 勒沙尔庞 ↔ 鲁迪耶 ↔ 环下 ↔ 下屈艾山 ↔ 屈艾山 ↔ 旧底 ↔ - 沙尔特勒斯地区凯-山顶 |
| 62 | - 梅朗-格雷西沃当高级中学 ↔ 儒勒•弗朗德兰 ↓ ↔ - 格勒诺布尔-圣母博物馆 ↔ 圣洛朗 ↔ 小特龙什 ↔ 巴士底 ↔ 勒罗藏 ↔ 圣日耳曼 ↔ 勒戈尔热 ↔ 纪念碑 ↔ 金角 ↔ 科朗克村 ↔ 神意 ↔ 罗沙松 ↔ 拉加雷讷 ↔ 巴通涅尔 ↔ 旺斯岭 ↔ 圣埃纳尔 ↔ 勒古亚 ↔ 勒萨佩广场 ↔ 许吕 ↔ 莱容基伊 ↔ - 萨尔瑟纳-大门岭 / 萨尔瑟纳村 ↔ - 萨尔瑟纳-勒格罗桥                                                              |
| 63 | - 圣埃格雷夫-火车站 ↔ 莱邦奈 ↔ 卡尔本 ↔ 拉富尔 ↔ 丰塔尼勒市政府 ↔ 丰塔尼勒公墓 ↔ 卯枪 ↔ 佛谢尔 ↔ 科拉维耶尔 ↔ - 蒙圣马丁-纳米耶尔小道 |
| 64 | - 埃希罗勒-玛丽•居里 ↔ 欧居斯特•德洛讷 ↔ 但尼•帕潘 ↔ 盖•吕萨克 ↔ 大加雷 ↔ - 克莱桥-弗洛提比勒 ↔ 多米尼克围 ↔ 马里昂讷 ↔ 120丈 ↔ - 克莱桥-岛屿工业区 |
| 65 | - 格勒诺布尔-大广场 ↔ 南门-阿尔卑斯会展中心 ↔ 阿尔卑斯会展中心 ↔ 弗朗索瓦•凯奈 ↔ 山岭牧场 ↔ 利亚德 ↔ 莱雅沃 ↔ 城关 ↔ 勒韦尔德雷 ↔ 塔韦尔诺勒 ↔ 朗克洛 ↔ 苏韦龙 ↔ 角落 ↔ 莱梅特罗 ↔ 勒勒普拉 ↔ 奥林 ↔ 罗朗山 ↔ 教堂 ↔ - 维济伊-鸣叶 ↔ 联合 ↔ 韦林根公园 ↔ 铁铺 ↔ 城堡广场 ↔ 维济伊高级中学 ↔ - 维济伊-隘口                                                                          |
| 66 | - 埃希罗勒-火车站 ↔ 南加拉西 ↔ 昂托万•波洛蒂 ↔ 城墙-市中心 ↔ 玛丽•居里 ↔ 欧居斯特•德洛讷 ↔ 但尼•帕潘 ↔ 盖•吕萨克 ↔ 勒拉卡广场 ↔ 石膏 ↔ 莱泰韦内 ↔ 莱西米昂讷 ↔ 莱沙贝尔 ↔ 莫佩尔蒂 ↔ 莱沙尔邦诺 ↔ 勒韦尔内十字架 ↔ - 雅里-茹万围 |
| 67 | - 埃邦-柳树初级中学 ↔ - 格勒诺布尔-大广场 ↔ 南门-阿尔卑斯会展中心 ↔ 阿尔卑斯会展中心 ↔ 弗朗索瓦•凯奈 ↔ 山岭牧场 ↔ 利亚德 ↔ 莱雅沃 ↔ 城关 ↔ 勒韦尔德雷 ↔ 塔韦尔诺勒 ↔ 美地 ↔ 莱昂贡讷 ↔ 勒绍莱 ↔{{lang\|fr\| HERBEYS}} - 埃尔贝-城关 |
| 68 | - 埃邦-城堡谷仓 ↔ 城关 ↔ 山岭 ↔ 布雷松•拉盖 ↔ 布雷松市政府 ↔ 酒藤 ↔ 拉马里泰勒 ↔ 共和大道 ↔ 指挥部 ↔ 体育场 ↔ 城堡 ↔ 昂托万•波洛蒂 ↔ - 埃希罗勒-城墙-市中心 ↔ - 埃希罗勒-玛丽•居里 |
| 70 | - 蒙沙布-村 ↔ 鸣叶 ↔ 若利欧•居里学校 ↔ 莱马通初级中学 ↔ 营地 ↔ 韦纳里亚 ↔ 联合 ↔ 韦林根公园 ↔ 铁铺 ↔ 城堡广场 ↔ 维济伊高级中学 ↔ 雅里火车站 ↔ 营地桥 ↔ 纳瓦尔天地 ↔ 莱奥•拉格朗日 ↔ 佐拉-市政府 ↔ 亭子 ↔ 马塞勒•保罗 ↔ 大酒园 ↔ 拉梅勒 ↔ - 德拉克河畔尚-平原开发区 |
| 71 | - 雅里-火车站 ↔ 茹万围 ↔ 勒韦尔内十字架 ↔ 莱沙尔邦诺 ↔ 莫佩尔蒂 ↔ 莱沙贝尔 ↔ 莱西米昂讷 ↔ 莱泰韦内 ↔ 石膏 ↔ - 尚帕涅-勒拉卡广场 |
| - 在"线路及沿途站点"一栏中，车站后面的"↓"代表该站仅下行方向（从左往右）单向停靠，"↑"则代表该站仅上行方向（从右往左）单向停靠。 - 灰色部分仅部分时段停靠。 - 中文名称非官方正式翻译，仅供参考。 | |